# Frode Grytten
Frode Grytten, né le 11 décembre 1960 à Bergen, est un écrivain et journaliste norvégien.

## Biographie
Journaliste de profession, il amorce sa carrière d'écrivain en 1983 par la publication de Start, un recueil de poèmes. À partir de 1986, il signe plusieurs recueils de nouvelles, dont une bonne part appartient au genre policier.
Il obtient le prix Brage en 1999 pour Les Contes de Murboligen (Bikubesong), un roman choral, et le Prix Riverton du meilleur roman policier 2005 pour Ne réveillez pas l’ours qui dort (Flytande bjørn), un récit évoquant le racisme dans une petite ville industrielle de Norvège.
Incandescents (Brenn huset ned, 2013) est un roman dont l'action, située à New York à l'été 1981, évoque les émeutes de Times Square et l'apogée de la carrière du groupe rock britannique The Clash.

## Œuvre

### Poésie
- Start (1983)

### Recueils de nouvelles
- Dans som en sommerfugl, stikk som en bie (1986)
- Langdistansesvømmar (1990)
- 80° aust for Birdland (1993)
- Meir enn regn (1995)
- Heim att til 1990-åra (1997)
- Eg blir her, eg drar ikkje (2000)
- Popsongar (2001)
- Sjuk av lykke (2006)
- Rom ved havet, rom i byen (2007), nouvelles inspirées par l'œuvre du peintre américain Edward Hopper
- Noveller i samling (2009)
- Vente på fuglen (2014)

### Romans
- Bikubesong (1999) - Prix Brage 1999 Publié en français sous le titre Les Contes de Murboligen, traduit par Céline Romand-Monnier, Paris, Éditions Denoël, coll. « Denoël & d'ailleurs », 2005, 371 p.  (ISBN 2-207-25741-X)
- Flytande bjørn (2005) - Prix Riverton du meilleur roman policier Publié en français sous le titre Ne réveillez pas l’ours qui dort, traduit par Céline Romand-Monnier, Paris, Éditions Denoël, coll. « Denoël & d'ailleurs », 2008, 285 p.  (ISBN 978-2-207-25919-1)
- Saganatt (2011)
- Brenn huset ned (2013) Publié en français sous le titre Incandescents, traduit par Céline Romand-Monnier, Paris, Éditions Buchet/Chastel, 2015, 192 p.  (ISBN 978-2-283-02803-2)

### Ouvrages de littérature d'enfance et de jeunesse
- Frosken Vertigo og det store spranget (1999)
- Urmakar Pisani og paradisfuglane (2003)
- Hull & sønn (2004)
- Gabba gabba hey! (2008)
- Hallo? (2008)

### Autres publications
- Dublin (2002)
- Det norske huset (2009)
- 50/50 (2010), essais

## Adaptation
- 2000 : 80 grader aust for Birdland, film norvégien réalisé par Sølvi A. Lindseth, d'après la nouvelle éponyme de Frode Grytten